# Čachnov
Čachnov je částí obce Krouna v Pardubickém kraji, v okrese Chrudim. Leží dvanáct kilometrů východně od Hlinska a čtyři kilometry severovýchodně od Svratky.

## Historie
Sousední osada Ruda, starší než Čachnov, vznikla asi již v 15. století, v souvislosti s těžbou železné rudy. Byla, stejně jako Čachnov, součástí rychmburského panství. Původní obec Čachnov vznikla až v 18. století, v souvislosti se zřízením železného hamru v roce 1733. V roce 1789 zde bylo již 25 domů. V roce 1833 byl Čachnov uveden jako dominikální ves s 20 domy a 126 obyvateli, s panskou myslivnou a střelnicí, Ruda měla 18 domů a 96 obyvatel.
V roce 1896 byla v Čachnově zřízena železniční stanice Čachnov na nově vybudované lokální železniční trati Svitavy – Žďárec u Skutče. Stanice se stala výchozím bodem na celé Svratecko.
V době první republiky byl Čachnov významnou železniční stanicí, v místě byla velká pila firmy Eissler a synové, postavena byla nová škola. V roce 1995 nákladní vozy, které ujely ze stanice Čachnov, způsobily železniční nehodu u obce Krouny. V roce 2011 byla pravidelná osobní doprava zastavena, ale v roce 2013 byla opět obnovena.

## Pamětihodnosti

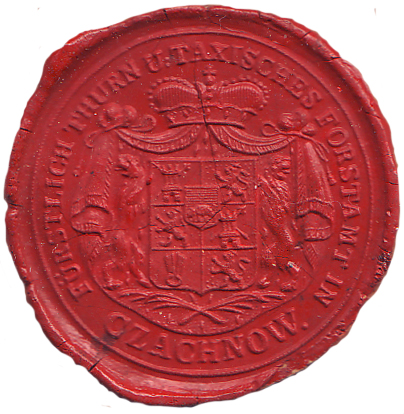
Pečeť lesního úřadu v Čachnově, panství Karla Alexandra Thurn-Taxis, 1827

Barokní lovecký zámeček nechal postavit hrabě Filip Kinský v roce 1770, při něm byla také obora. Svůj význam zámeček ztratil již záhy, po postavení jiného loveckého zámku Karlštejna. Když rychmburské panství koupili Thurn-Taxisové, přestali zámeček využívat úplně a změnili jej na myslivnu. Po roce 1945 sloužil a dodnes slouží Východočeským lesům, resp. Lesní správě.